# Pouébo
Pouébo (nyâlayu Pweevo) és un municipi francès, situat a la col·lectivitat d'ultramar de Nova Caledònia. El 2009 tenia 2.416 habitants. El punt més alt és el Mont Colnett, amb 1.515 m.

## Evolució demogràfica
| Població de Pouébo (1956-2009) | Població de Pouébo (1956-2009) | Població de Pouébo (1956-2009) | Població de Pouébo (1956-2009) | Població de Pouébo (1956-2009) | Població de Pouébo (1956-2009) | Població de Pouébo (1956-2009) | Població de Pouébo (1956-2009) | Població de Pouébo (1956-2009) | Població de Pouébo (1956-2009) |
| ------------------------------ | ------------------------------ | ------------------------------ | ------------------------------ | ------------------------------ | ------------------------------ | ------------------------------ | ------------------------------ | ------------------------------ | ------------------------------ |
| Població                       | 1.294                          | 1.388                          | 1.472                          | 1.782                          | 1.503                          | 2.242                          | 2.352                          | 2.381                          | 2.416                          |
| Any                            | 1956                           | 1963                           | 1969                           | 1976                           | 1983                           | 1989                           | 1996                           | 2004                           | 2009                           |

## Composició ètnica
- Europeus 3,6%
- Canacs 95,5%
- Polinèsics 0,5%
- Altres, 0,4%

## Administració
| Període   | Identitat             | Partit                   |
| --------- | --------------------- | ------------------------ |
| 1961-1989 | Austien Dalap-Touyada | UC, FI, després FLNKS-UC |
| 1989-1995 | Francis Dalap         | FLNKS-UC                 |
| 1995-2001 | Jean-Marc Pidjo       | FLNKS-UC després FCCI    |
| 2001-     | Joseph Pada           | FLNKS-UC                 |